# Sergei Jurjewitsch Schipow

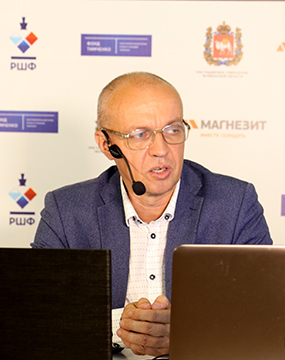
Sergei Jurjewitsch Schipow, 2018

Sergei Jurjewitsch Schipow (russisch Серге́й Ю́рьевич Ши́пов, wiss. Transliteration Sergej Jur'evič Šipov, beim Weltschachbund FIDE Sergei Shipov; * 17. April 1966 in Murom) ist ein russischer Schachmeister, Journalist und Autor.

## Leben
Schipow erlernte das Schachspiel als Vierjähriger von seinem Vater. Anfang der 1970er Jahre zog er mit seiner Familie aus seiner Geburtsstadt Murom nach Kirschatsch, wo er als Jugendlicher Mitglied im örtlichen Schachklub war. Im Jahr 1979 besuchte er ein Sportinternat in Moskau, wo er von Schachtrainern unterwiesen wurde. In den 1980er Jahren studierte er Physik an der Lomonossow-Universität Moskau und schloss sein Studium 1991 ab.
Im Jahr 1992 wurde er Internationaler Meister, vier Jahre später verlieh ihm die FIDE den Großmeistertitel. Schipow nahm an vier Endrunden zur russischen Meisterschaft teil (1994, 1998, 2001 und 2003), wobei sein bestes Ergebnis ins Jahr 1998 fällt, als er Platz eins bis vier (gemeinsam mit Alexander Morosewitsch, Pjotr Swidler und Konstantin Sakajew) teilte. Im selben Jahr gewann Schipow die russische Meisterschaft im Blitzschach. 2004 gewann er die erste Internet-Meisterschaft Russlands im Blitzschach.
Einer seiner größten Erfolge in internationalen Turnieren ist sein Sieg im Open von Tromsø 2006, wo er mit 7,5 aus 9 ungeschlagen Erster wurde und unter anderem den späteren Weltmeister Magnus Carlsen bezwang.
In den 1990er Jahren war Schipow ein Trainingspartner des 13. Schachweltmeisters Garri Kasparow. In späteren Jahren trainierte er talentierte Jugendliche, wobei seine langjährige Zusammenarbeit mit Daniil Dubow hervorsticht. Zurzeit widmet er seine Trainerarbeit dem jungen Großmeister Andrei Jessipenko, der als eines der größten Talente Russlands gilt.
Schipow gab in den 2010er Jahren das Turnierspiel fast vollständig auf und verlagerte einen Schwerpunkt seiner Arbeit (neben dem Training von Talenten) auf die Livekommentierung diverser hochklassiger Schachveranstaltungen im Internet. Er kommentiert, u. a. auf seiner eigenen Website, ausschließlich auf Russisch.
Daneben ist er Autor zahlreicher Artikel in der Fachpresse (vor allem von Internetpublikationen) und mehrerer Schachbücher, die zum Teil ins Englische übersetzt wurden.

## Werke
- (zus. mit Jakow Damski) Poslednaja intriga weka: Kasparow-Kramnik, London 2000, Moskau 2000.
- Josch. Chischtschniki na schachmatnoj doskje, Moskau 2005 (2. Auflage)
- The Complete Hedgehog, Vol. 1., Mongoose Press, Newton Highlands (Massachusetts) 2009.
- The Complete Hedgehog, Vol. 2., Mongoose Press, Newton Highlands (Massachusetts) 2011.